# Muiscamierpitta
De muiscamierpitta (ook wel rosse mierpitta, Grallaria rufula) is een zangvogel uit de familie Grallariidae. Deze soort had diverse ondersoorten die sinds 2021 zijn afgesplitst als aparte soorten.

## Kenmerken
De muiscamierpitta bereikt een lichaamslengte van ongeveer 14 centimeter en weegt ongeveer 38 gram. De vogel is aan de bovenzijde roodbruin tot kastanjekleurig. De onderzijde is iets lichter en wordt in het midden en op het achterlijf geelbruin. Rond het oog bevindt zich een heldere ring.

## Verspreiding en leefgebied
De soort komt voor in Colombia  (departementen Norte de Santander tot in Cundinamarca en in westelijk Meta) en in Venezuela (deelstaat Táchira). De vogel wordt gevonden in struikgewas en op de grond van vochtige, met mos bedekte bergbossen. Hier wordt het ook gezien in dichte bamboe. Hij is vaak te zien in de buurt van stromend water.

## Gedrag
Net als andere mierpitta's springen de vogels op de grond rond op zoek naar voedsel. Met name bij verstoring trekken ze zich terug in takken en struiken op een hoogte tot ongeveer twee meter boven de grond. Ze kunnen afzonderlijk of in paren worden waargenomen. De komvormige nesten zijn gemaakt van gras en bouwen ze in holtes van ongeveer 75 centimeter hoog. Ze leggen meestal maar één turkoois gekleurd ei.